# Softdisk
Softdisk  - крупнейшая американская компания, занимающаяся интернет-услугами и производством программного обеспечения, основанная в 1981 году, в городе Шривпорт. Компания начинала с выпуска дисковых журналов с одноименным названием (в народе такого рода журналы называли magazettes или журналами на дискете). Некоторое время печатные версии публиковались в номере журнала Softtalk до 1984 года, пока тот не прекратил свой выпуск.
Журналы имели различные названия: Softdisk Magazette, Softdisk Publishing, Softdisk, Inc., Softdisk Internet Services, Softdisk, L.L.C., и Magazines On Disk.

## Издания
Компания Softdisk выпустила следующие журналы:
- SoftdiskSoftdisk для Apple II
- Loadstar для Commodore 64
- Big Blue Disk (поздние On Disk Monthly и Softdisk PC) для IBM PC
- PC Business Disk for the IBM PC
- Diskworld (поздний Softdisk for Mac) для Apple Macintosh
- Softdisk G-S для Apple IIGS
- Softdisk for Windows для Windows, выпускался в 1994—1999.
- Shareware Spotlight, журнал, просуществовавший недолго, публиковавший лучшие shareware-приложения для PC.

## Отдельные программы и игры Game's Edge
Компания Softdisk также публиковала отдельные приложения, такие как редактор скринсейверов Screen Saver Studio (в настоящее время выпущена компанией Flat Rock Software).
В 1988 году компания также начала создавать компьютерные игры. Спустя два года, в 1990 году четверо программистов, Джон Кармак, Джон Ромеро, Том Холл и Адриан Кармак (группа этих программистов называлась Gamer's Edge) создали новую компанию, производящую компьютерные игры, которая в данный момент известна как id Software, вместе с ней Softdisk выпустила на свет такие игры, как Dangerous Dave in the Haunted Mansion, Rescue Rover, Hovertank 3D, Rescue Rover 2, Tiles of the Dragon, Catacomb 3D и Keen Dreams (потерянный эпизод серии Commander Keen). Однако позднее id Software перестала сотрудничать с Softdisk. В связи с этим Softdisk позднее наняла новую команду для создания новых игр, используя игровые движки более ранних игр, в том числе основателей JAM Productions.
Некоторое время к компании Softdisk присоединились бывшие работодатели из Origin Systems и работали в ней до увольнения: Грег Мэлон (Moebius, Windwalker), Даллас Шэлл (The Quest and Ring Quest), Джоель Ри (The Quest and Ring Quest), и Алан Гарднер (Windwalker, Ultima VI).

## Текущее состояние
Начиная с 1995 года, компания Softdisk работает в сфере поставщика интернет-услуг, разрабатывая хостинги. Это стало основным направлением деятельности компании. Также она предлагает услугу доступа к сети, веб-хостинга и развития услуг в Шривпорте.
В 2006 году сайт компании был перенаправлен на Bayou Internet, которая взяла на себя интернет-деятельность. Сайт downloadstore.com ранее принадлежал компании Softdisk, в настоящее время им владеет компания Flat Rock Software, которая взяла на себя выпуск приложения Screen Saver Studio от Softdisk и ряд продуктов группы Gamer's Edge. Именно она выпустила в 2014 году исходные коды таких игр, как Catacomb 3-D и Hovertank 3D, купив на это права у одного из создателей этих игр.